# ФК Бирмингам Сити
Футболен клуб Бирмингам Сити (на английски: Birmingham City Football Club) е английски професионален футболен клуб от град Бирмингам. Създаден е през 1875 под името Small Heath Alliance, малко по-късно през 1888 променено на Small Heath, Бирмингам ФК - 1905, а сегашното име ФК Бирмингам Сити получава през 1943. През сезон 2008/09, отборът се състезава във Чемпиъншип.
Бирмингам Сити са съоснователи и първи шампиони (като Small Heath) на бившата Втора дивизия (днешна Първа лига, т.е. третото ниво в английския футбол). Най-успешният период на тима е през 50-те и началото на 60-те години на XX век, когато достига да 6-о място в Първа дивизия (старо име на Английската висша лига), финал за ФА Къп, два финала за КНК (през 1960 и 1961). Тогава отборът печели единствения си голям трофей - Kупата на Лигата, спечелена през 1963 с победа над Астън Вила. Най-мрачните години за Бирмингам са между 1986 и 2002, когато „Сините“ са за продължително време извън топ дивизиите на английския футбол. На 27 февруари 2011 Бирмингам Сити печели Карлинг Къп.

## История
Бирмингам Сити е основан като Small Heath Alliance през 1875 и от 1877 играе домакинските си мачове на стадион Мунц Стрийт. Клубът става професионален през 1885, като три години по-късно става първият футболен клуб, под името Small Heath F.C. Ltd., финансиран чрез открито акционерно дружество, управляван от борд на директорите. От сезон 1889/90 отборът взима участие във Футболния съюз, от който по-късно се оформя Футболната лига. През 1892 Small Heath заедно с други членове на Съюза са поканени за участие в ново сформираната Втора дивизия на Футболната лига. Те стават шампиони, но не печелят промоция за по-горната дивизия. През следващия сезон Small Heath се класира за Първа дивизия, след като финишира втори и играе плейоф с Darwen. През 1905 клубът получава името Бирмингам Ф.К. и се премества на нов стадион, по-късно известен като Сейнт Андрюс. През 1908 Бирмингам изпада във Втора дивизия, където остава до Първата световна война.

## Състав за сезон 2012/13
| №  | Пост | Играч                                 |
| -- | ---- | ------------------------------------- |
| 1  | В    | Джак Бътланд                          |
| 2  | З    | Стивън Кар (капитан)                  |
| 3  | З    | Дейвид Мърфи                          |
| 4  | З    | Стивън Колдуел                        |
| 5  | З    | Пабло Ибанес                          |
| 6  | З    | Къртис Дейвис                         |
| 7  | Х    | Крис Бърк                             |
| 8  | Х    | Хейдън Мълинс                         |
| 9  | Н    | Марлон Кинг                           |
| 10 | Х    | Дарън Амброуз                         |
| 11 | Н    | Петер Ловенкрандс                     |
| 12 | Х    | Рейвън Морисън (под наем от Уест Хям) |
| 13 | В    | Колин Дойл                            |
| 14 | Х    | Моргаро Гомис                         |

| №  | Пост | Играч                                |
| -- | ---- | ------------------------------------ |
| 15 | Х    | Уейд Елиът                           |
| 18 | Х    | Кийт Фейхи                           |
| 19 | Н    | Никола Жигич                         |
| 21 | Н    | Акваси Асанте                        |
| 22 | Х    | Нейтън Редмонд                       |
| 23 | З    | Джонатан Спектър                     |
| 24 | З    | Уил Пекууд                           |
| 25 | З    | Джак Диймън                          |
| 26 | В    | Дейвид Лукас                         |
| 27 | З    | Мич Ханкокс                          |
| 28 | З    | Пол Кадис (под наем от Суиндън Таун) |
| 30 | З    | Пол Робинсън                         |
| 32 | Х    | Папа Буба Диоп                       |
| 33 | Х    | Калъм Рейли                          |

## Външни преатки
- Официален уебсайт на клуба